# 勧修寺経豊
勧修寺経豊（かじゅうじ つねとよ、生年不明 - 応永18年（1411年）） は、室町時代前期の公卿。

## 官歴
- 明徳元年（1390年）：右衛門権佐、権右少弁
- 明徳3年（1392年）：左衛門権佐、蔵人
- 明徳4年（1393年）：正五位上
- 応永元年（1394年）：右少弁
- 応永2年（1395年）：左少弁
- 応永3年（1396年）：右中弁
- 応永6年（1399年）：従四位上
- 応永8年（1401年）：正四位下、左中弁
- 応永9年（1402年）：正四位上
- 応永11年（1404年）：右大弁、蔵人頭、伊勢権守
- 応永12年（1405年）：参議
- 応永13年（1406年）：従三位、伊予権守、権中納言
- 応永15年（1408年）：正三位
- 応永18年（1411年）：従二位、権大納言

## 系譜
- 父：勧修寺経重
- 子：勧修寺経興
- 子：勧修寺経直